# Cantonul La Mure
Cantonul La Mure este un canton din arondismentul Grenoble, departamentul Isère, regiunea Rhône-Alpes, Franța.

## Comune
- Cholonge
- Cognet
- Marcieu
- Mayres-Savel
- Monteynard
- La Motte-d'Aveillans
- La Motte-Saint-Martin
- La Mure (reședință)
- Nantes-en-Ratier
- Notre-Dame-de-Vaulx
- Pierre-Châtel
- Ponsonnas
- Prunières
- Saint-Arey
- Saint-Honoré
- Saint-Théoffrey
- Sousville
- Susville
- Villard-Saint-Christophe